# LGV31
isai VL LGV31（イサイ ブイエル エルジーブイ サンイチ）は、韓国のLGエレクトロニクス（輸入発売元：LGエレクトロニクスジャパン）によって日本国内向けに開発された、auブランドを展開するKDDIおよび沖縄セルラー電話の第3.9世代移動通信システム（au 4G LTE/au VoLTE）、第4世代移動通信システム（au 4G LTE CA/WiMAX2+）対応スマートフォンである。

## 概要
LGL24のマイナーチェンジモデルで、新たにVoLTEを利用した通話、および2015年度より順次開始される700MHz帯エリアのサービスに対応している。なお、本機種は日本国内での3G（CDMA2000 1x）エリアによる音声通話（CDMA2000 1xRTT）、およびデータ通信（1xEV-DO Rel.0/Rev.A/MC-Rev.A）にはそれぞれ非対応となる。
また、LGL24ではRAMが2GBだったが、本機種では3GBに強化されている。

VoLTEに対応することから、既存ユーザーはau ICカードの交換が必要となる。

キャッチコピーは「au VoLTE対応 isai VLデビュー」及び「異才の声を聞け。」。

SIMロック解除の義務化が開始される前に発売された機種のため、SIMロック解除が出来ず、また、mineoおよびUQ mobileでは、SIMロック解除が必須となるため利用出来ない。

## 沿革
- 2014年（平成26年）10月27日 - KDDI、およびLGエレクトロニクスジャパンより公式発表。
- 2014年12月12日 - 日本全国にて一斉発売。
- 2014年12月16日 - 製品アップデート実施[3]。
- 2015年（平成27年）1月29日 - シンクコール機能追加のアップデート実施[4]。
- 2015年6月4日 - Android 5.0へのバージョンアップ予定機種に選定される[5]。
- 2015年11月10日 - Android 5.0へのアップデート開始[6]。

## 主な機能
※PC向けWebブラウザが標準装備されている。携帯向けサイト(EZWeb)は他のスマートフォンやPCと同じく閲覧不可。
| 主な機能・対応サービス                                                  | 主な機能・対応サービス                                                        | 主な機能・対応サービス                  | 主な機能・対応サービス         |
| ----------------------------------------------------------------------- | ----------------------------------------------------------------------------- | --------------------------------------- | ------------------------------ |
| auウィジェット Webブラウザ                                              | LISMO! for Android LISMO WAVE ハイレゾ音源再生プレイヤー （最大192kHz/24bit） | おサイフケータイ NFC おくだけ充電（Qi） | ワンセグ フルセグ DLNA/DTCP-IP |
| au one メール PCメール Gmail EZwebメール                                | デコレーションメール デコレーションアニメ                                     | Friends Note                            | PCドキュメント                 |
| au Smart Sports Run & Walk Karada Manager ゴルフ(web版) Fitness、歩数計 | GPS 方位計                                                                    | au oneナビウォーク au one助手席ナビ     | au one ニュースEX au one GREE  |
| かんたんメニュー じぶん銀行                                             | 緊急速報メール                                                                | Bluetooth                               | 無線LAN機能 (Wi-Fi)            |
| 赤外線通信                                                              | au VoLTE （シンクコール対応） au 3G HIGH SPEED au 4G LTE （CA対応） WiMAX 2+  | グローバルパスポート                    | auフェムトセル                 |
| microSD microSDHC                                                       | モーションセンサー(6軸)                                                       | 防水 防塵                               | 簡易留守録 着信拒否設定        |